# Die Amigos
Die Amigos sind eine deutschsprachige Musikgruppe auf dem Gebiet des volkstümlichen Schlagers aus dem mittelhessischen Villingen, einem Stadtteil von Hungen.

## Die Gruppe
1970 wurden „die Amigos“ von Bernd Ulrich (* 2. Dezember 1950), seinem Bruder Karl-Heinz Ulrich (* 19. November 1948), Rudi Lang und Günther Zimmer gegründet. In der Anfangszeit traten sie vor allem auf Veranstaltungen in Dörfern und Städten auf. Lang schied 1980 aus beruflichen Gründen aus, Zimmer starb 1985. 1986 ermöglichte ihnen ein Kölner Unternehmer, der sie auf einer Veranstaltung gehört hatte, die Aufnahme der ersten CD. Nach anfänglichen Rückschlägen und negativen Reaktionen auf ihre Demo-Aufnahmen zeigten die Musiklabels Bellaphon in Frankfurt sowie Tyrolis aus Österreich Interesse an einer Zusammenarbeit. Bei Tyrolis folgten noch zwei weitere Produktionen. Nach einer Stagnation in der Weiterentwicklung der Formation beschlossen die Amigos in der Folgezeit, sich auf Live-Auftritte zu beschränken. Durch die große Nachfrage ihrer Fans nach einer neuen CD bestärkt, richteten die Amigos sich ein eigenes Tonstudio ein.
Witold Piwonski begleitete die Amigos 15 Jahre bei ihren Live-Auftritten am Keyboard. Im Jahr 2000 erlitt er jedoch einen Schlaganfall, infolge dessen er im Wachkoma lag und 2008 starb. Nach erfolgloser Suche nach einem Ersatz übernahm der Gitarrist Karl-Heinz Ulrich nun auch das Keyboard. Daniela Alfinito, die Tochter von Bernd Ulrich, verstärkte die Band regelmäßig als Sängerin.
2006 gewannen die Amigos in Achims Hitparade den Titel „Musikantenkönig“. Am Jahresende gewannen sie zudem die Gesamtwertung Achims Hitparade: Wer wird Musikantenkaiser?
Im Januar 2007 traten sie in der Krone der Volksmusik auf und veröffentlichten ihre erste DVD. Die Amigos waren erstmals beim Echo 2007 in der Kategorie Schlager nominiert, konnten sich aber nicht gegen Andrea Berg durchsetzen. In den folgenden Jahren waren die Amigos immer unter den Nominierten und gewannen bei der Echoverleihung 2011 ihre erste Auszeichnung in der Kategorie Volkstümliche Musik.
Das Album Der helle Wahnsinn erreichte 2007 den 72. Platz bei den meistverkauften Alben in Deutschland, das Album Die Großen Erfolge landete auf Rang 37.
Im Laufe des Jahres erhielten die Amigos diverse Goldene und Platin-Schallplatten. Die großen Erfolge erhielt Gold in Deutschland, Österreich und der Schweiz sowie Platin in Deutschland und Österreich. Der helle Wahnsinn und Weihnachten daheim wurden jeweils mit Gold in Deutschland und Österreich ausgezeichnet.
Nachdem sie schon 2007 und 2008 in der Sendung aufgetreten waren, erhielten die Amigos in den Jahren 2009, 2010 und 2012 die Krone der Volksmusik.
Bei Ariola veröffentlichten die Amigos am 25. Juli 2014 das Studioalbum Sommerträume. Im Mai 2019 wechselten die Amigos zum Münchner Label Telamo. Seitdem sind sechs Studioalben dort erschienen.

## Rezeption
Der Text des Liedes Bella Donna Blue vom Album 110 Karat wird in dem Roman Kühn hat Hunger von Jan Weiler zitiert. Die Amigos wurden mehrfach von Oliver Kalkofe in dessen Sendung Kalkofes Mattscheibe parodiert. 2019 veröffentlichte er unter dem Künstlernamen B-Migos die Single In meiner Hose wohnt ein Iltis.

## Diskografie
Studioalben

| Jahr | Titel Musiklabel                                                     | Höchstplatzierung, Gesamtwochen, AuszeichnungChartplatzierungen (Jahr, Titel, Musiklabel, Platzierungen, Wochen, Auszeichnungen, Anmerkungen) | Höchstplatzierung, Gesamtwochen, AuszeichnungChartplatzierungen (Jahr, Titel, Musiklabel, Platzierungen, Wochen, Auszeichnungen, Anmerkungen) | Höchstplatzierung, Gesamtwochen, AuszeichnungChartplatzierungen (Jahr, Titel, Musiklabel, Platzierungen, Wochen, Auszeichnungen, Anmerkungen) | Anmerkungen                                                |
| Jahr | Titel Musiklabel                                                     | DE | AT | CH | Anmerkungen                                                |
| ---- | -------------------------------------------------------------------- | --- | --- | --- | ---------------------------------------------------------- |
| 1989 | Liebe und Sehnsucht … Bellaphon Records (BR)                         | — | — | — | Erstveröffentlichung: 24. Oktober 1989                     |
| 1990 | Alles Liebe, alles Gute Bellaphon Records (BR)                       | — | — | — | Erstveröffentlichung: 6. Februar 1990                      |
| 1993 | Schenk mir bitte diese Nacht Tyrolis (TM)                            | — | — | — | Erstveröffentlichung: 3. Februar 1993                      |
| 1994 | Sehnsucht in ihrem Herzen Tyrolis (TM)                               | — | — | — | Erstveröffentlichung: 31. Dezember 1994                    |
| 1996 | Sterne von Santa Monica Tyrolis (TM)                                 | — | — | — | Erstveröffentlichung: 13. Juni 1996                        |
| 2000 | Zwischen Liebe und Wahnsinn Ulrich Records (UR)                      | — | — | — | Erstveröffentlichung: 1. März 2000                         |
| 2002 | Herz an Herz Ulrich Records (UR)                                     | — | — | — | Erstveröffentlichung: 3. Januar 2002                       |
| 2004 | Ich steh’ wieder auf Ulrich Records (UR)                             | DE58 Gold · (5 Wo.)DE | AT48 (9 Wo.)AT | — | Erstveröffentlichung: 3. Januar 2004 Verkäufe: + 100.000   |
| 2005 | … durchs Feuer Ulrich Records (UR)                                   | DE66 Gold · (5 Wo.)DE | AT25 Gold · (20 Wo.)AT | — | Erstveröffentlichung: 24. Oktober 2005 Verkäufe: + 110.000 |
| 2007 | Der helle Wahnsinn MCP Sound & Media • VM Records (MCP)              | DE1 ×3Dreifachgold · (24 Wo.)DE | AT2 Platin · (29 Wo.)AT | CH8 Gold · (19 Wo.)CH | Erstveröffentlichung: 24. August 2007 Verkäufe: + 335.000  |
| 2008 | Ein Tag im Paradies MCP Sound & Media • VM Records (MCP)             | DE7 Platin · (19 Wo.)DE | AT3 Platin · (27 Wo.)AT | CH13 Gold · (15 Wo.)CH | Erstveröffentlichung: 22. August 2008 Verkäufe: + 235.000  |
| 2009 | Sehnsucht, die wie Feuer brennt MCP Sound & Media • VM Records (MCP) | DE5 Platin · (13 Wo.)DE | AT2 Platin · (23 Wo.)AT | CH18 (18 Wo.)CH | Erstveröffentlichung: 26. Juni 2009 Verkäufe: + 220.000    |
| 2010 | Weißt du, was du für mich bist? MCP Sound & Media • VM Records (MCP) | DE2 Platin · (13 Wo.)DE | AT1 Platin · (30 Wo.)AT | CH3 (13 Wo.)CH | Erstveröffentlichung: 22. Juli 2010 Verkäufe: + 220.000    |
| 2011 | Mein Himmel auf Erden MCP Sound & Media • VM Records (MCP)           | DE1 Gold · (16 Wo.)DE | AT1 Platin · (33 Wo.)AT | CH4 (19 Wo.)CH | Erstveröffentlichung: 22. Juli 2011 Verkäufe: + 120.000    |
| 2012 | Bis ans Ende der Zeit MCP Sound & Media • VM Records (MCP)           | DE1 (13 Wo.)DE | AT1 Platin · (22 Wo.)AT | CH2 (14 Wo.)CH | Erstveröffentlichung: 3. August 2012 Verkäufe: + 20.000    |
| 2013 | Im Herzen jung MCP Sound & Media • VM Records (MCP)                  | DE1 (14 Wo.)DE | AT1 Platin · (18 Wo.)AT | CH5 (17 Wo.)CH | Erstveröffentlichung: 14. Juni 2013 Verkäufe: + 15.000     |
| 2014 | Unvergessene Schlager MCP Sound & Media • VM Records (MCP)           | DE5 (8 Wo.)DE | AT3 (14 Wo.)AT | CH6 (9 Wo.)CH | Erstveröffentlichung: 10. Januar 2014 Coveralbum           |
| 2014 | Sommerträume Ariola (Sony)                                           | DE1 Gold · (16 Wo.)DE | AT1 Platin · (21 Wo.)AT | CH1 (12 Wo.)CH | Erstveröffentlichung: 25. Juli 2014 Verkäufe: + 115.000    |
| 2015 | Santiago Blue Ariola (Sony)                                          | DE1 Gold · (25 Wo.)DE | AT1 Platin · (29 Wo.)AT | CH1 (19 Wo.)CH | Erstveröffentlichung: 26. Juni 2015 Verkäufe: + 115.000    |
| 2016 | Wie ein Feuerwerk Ariola (Sony)                                      | DE1 Gold · (11 Wo.)DE | AT1 Gold · (13 Wo.)AT | CH1 (12 Wo.)CH | Erstveröffentlichung: 22. Juli 2016 Verkäufe: + 107.500    |
| 2017 | Zauberland Ariola (Sony)                                             | DE1 Gold · (18 Wo.)DE | AT2 Platin · (25 Wo.)AT | CH1 (18 Wo.)CH | Erstveröffentlichung: 28. Juli 2017 Verkäufe: + 115.000    |
| 2018 | 110 Karat Ariola (Sony)                                              | DE1 (19 Wo.)DE | AT1 (15 Wo.)AT | CH1 (16 Wo.)CH | Erstveröffentlichung: 13. Juli 2018                        |
| 2019 | Babylon Telamo (WMG)                                                 | DE1 Gold · (24 Wo.)DE | AT2 (16 Wo.)AT | CH1 (16 Wo.)CH | Erstveröffentlichung: 26. Juli 2019 Verkäufe: + 100.000    |
| 2020 | Tausend Träume Telamo (WMG)                                          | DE1 Gold · (27 Wo.)DE | AT1 (18 Wo.)AT | CH1 (22 Wo.)CH | Erstveröffentlichung: 10. Juli 2020 Verkäufe: + 100.000    |
| 2021 | Freiheit Telamo (WMG)                                                | DE1 Gold · (18 Wo.)DE | AT1 (13 Wo.)AT | CH1 (17 Wo.)CH | Erstveröffentlichung: 9. Juli 2021 Verkäufe: + 100.000     |
| 2022 | Liebe siegt Telamo (WMG)                                             | DE1 (10 Wo.)DE | AT1 (11 Wo.)AT | CH2 (9 Wo.)CH | Erstveröffentlichung: 22. Juli 2022                        |
| 2023 | Atlantis wird leben Telamo (WMG)                                     | DE2 (14 Wo.)DE | AT2 (5 Wo.)AT | CH2 (6 Wo.)CH | Erstveröffentlichung: 23. Juni 2023                        |
| 2024 | Stimmen der Nacht Telamo (WMG)                                       | DE1 (4 Wo.)DE | AT1 (5 Wo.)AT | CH3 (3 Wo.)CH | Erstveröffentlichung: 20. September 2024                   |

## Auszeichnungen
Echo Pop
- 2011: in der Kategorie „Künstler/Künstlerin/Gruppe Volkstümliche Musik“

Krone der Volksmusik
- 2009, 2010, 2012

Smago! Award (Alleinige Rekordhalter der meisten smago! Awards)
- Deutschland
  - 2011: in der Kategorie „Erfolgreichstes Schlager-Duo des Jahres“
  - 2012: in der Kategorie „Erfolgreichstes Schlager-Duo des Jahres“
  - 2013: in der Kategorie „Erfolgreichstes Schlager-Duo des Jahres“
  - 2014: in der Kategorie „Erfolgreichstes Schlager-Duo Europas“
  - 2016: in der Kategorie „Erfolgreichstes Schlager-Duo Europas“
  - 2017: in der Kategorie „Sonder-Award“ (für 3 Triple Nr. 1-Alben (Deutschland – Österreich – Schweiz) in Folge)
  - 2021: in der Kategorie „Erfolgreichstes Schlager-Duo der Welt“[11]
- Österreich und  Südtirol
  - 2018: in der Kategorie „Das in Österreich erfolgreichste Schlager-Duo“[12]
  - 2019: in der Kategorie „erfolgreichstes Schlager-Duo in Österreich und Südtirol“[13]

Sonstige
- 2006: Musikantenkönig; in Achims Hitparade
- 2006: Musikantenkaiser; in der Jahresgesamtwertung
- 2012: Benennung der Gebrüder-Ulrich-Straße in Hungen-Villingen
- 2025: Ehrenbürgerschaft von Hungen[14]